# Ruddy Franco
Ruddy Franco Averanga (1 de marzo de 1979), pianista y compositor boliviano conocido también como "El Piano de Los Andes",  ha sido distinguido por el Gobierno Boliviano por el «excelente desempeño que cumple como artista y su brillante trayectoria  dentro y fuera del país», y también por el Instituto Nacional de Cultura del Perú por su «contribución a la promoción y desarrollo de las manifestaciones artísticas y culturales así como la conservación, preservación, protección, investigación y difusión del Patrimonio Cultural de la Nación». Ganador del  premio TOYP, “The Outstanding Young Persons 2011” en la categoría Logros culturales, otorgada por la Junior Chamber International.  Sus Conciertos han sido transmitidos en vivo a Bolivia y el mundo por ABYA YALA TV y TV CULTURAS 

## Estudios Musicales
Comienza sus estudios musicales a la edad de 7 años con el profesor Nicolás Condori en la Academia de Música "Yamaha". Desde 1993 continúa sus estudios de piano en la prestigiosa academia Johann Sebastián Bach, dirigida por la maestra Dolly Calderón de Carrillo. A su vez realiza estudios de composición en el conservatorio Los Andes bajo la dirección del Maestro Gerardo Yáñez. Ha tomado clases magistrales con los maestros Iris Carola Carrillo (Bolivia), Emilio Lluiz (México), Juan Andrade (Costa Rica), Telma Gómez (Brasil), John Ferguson (EE. UU.), Andreas Meyes (Suiza) y Mi Jung Choe (Cores).

## Recitales y Conciertos
Realizó giras presentando música andina y música clásica por distintos países de Latinoamérica siendo reconocido como “pianista cumbre del arte Andino”, por la prensa Chilena. Ha sido invitado como solista de la Orquesta Sinfónica Nacional en el concierto de “Jóvenes Talentos”, y fue pianista oficial de dicha institución desde 1999 hasta 2003. También ha sido invitado como solista de la Sinfonietta Loyola, la Orquesta Sinfónica de Trujillo y La Orquesta sinfónica de Arequipa, interpretando el concierto para piano #5 “Emperador” de L.V. Beethoven, y brindando clases magistrales en conservatorios y universidades. 
El 2010 lanza su álbum de Música New Age Andina Pacha Kamaq, cuya canción "Orico" fue ganadora del Concurso Internacional “Broadjam 09 best song of the month”. Y Sony Creative auspicia un concurso Internacional de Remixes de este tema. Su música ha sido utilizada en eventos importantes de danza en Bolivia. El 2012 ha sido invitado especial de la embajadora del Japón Keiko Watanabe, para ofrecer un concierto especial con sú música para cuerpos diplomáticos y consulares. 
El 2016 lanza su segundo álbum, OM SHANTI OM, en un estilo de fusión andina y World Music y es invitado a dar una gira de conciertos por distintas ciudades de Colombia, y también a participar como embajador cultural de la música andina en el 1.er Festival Internacional de músicas tradicionales y latinoamericanas realizado en Villa de Leyva. En 2017 acompaña a la cantante Luzmila Carpio representando a Bolivia en un exitoso concierto en la Sala Sinfónica del Centro Cultural Kirchner en Buenos Aires
```
En 2018 se presenta acompañado de la orquesta de Cánara de la U. Loyola y prestigiosos músicos Bolivianos en “La Paz - Capital Iberoamericana de culturas”. Y el 2019 es invitado especial por la gobernación de la ciudad de Vladivostok (Rusia) a ser parte del festival Asian Dance and Music 2019.  Actualmente es Director Musical del Elenco Macondo Art, habiendo dirigido con un rotundo éxito las  obras  de Teatro Musical Chicago 
Jesucristo Superstar
 y 
El hombre de la Mancha
 y  es Director Cultural  y docente del Centro Musical 
Johann Sebastian Bach
.
```

## Grabaciones Realizadas y Obras Presentadas
- 2001. "Katari". Participa como tecladista de la banda de rock del mismo nombre.

- 2002. "Festival de música Boliviana para piano". Donde participa con la obra "Jatun Kolla" del compositor Víctor Jiménez García.

- 2002. "Pacha Kamaq", aparece el primer sencillo de su obra Pacha Kamaq, en versión de piano y Violín.

- 2003. Piano Works, primer CD como solista, interpreta obras de Bach, Mozart, Chopin y Ginastera.

- 2004. El Corazón de Jesús es pianista invitado para la grabación de la banda sonora de la película.

- 2005. Mag Tured, se estrena su obra, interpretada por los profesores de música del conservatorio nacional de música.

- 2005. Ruddy Franco Live. DVD en vivo, interpretando obras de compositores clásicos y Bolivianos.

- 2005. Abraxas es estrenado por el quinteto de vientos Auster en el centro sinfónico nacional.

- 2005. "Entremedio", compone la banda sonora para el corto "entremedio", ganador del premio CONACINE.

- 2006. "Las Ondinas", realiza la grabación de su trío para piano, violín y clarinete: las Ondinas.

- 2007. "Víctor Jiménez García", álbum donde graba 20 temas de música folclórica boliviana compuesta por el insigne compositor boliviano Víctor Jiménez García.

- 2008. "Sonata Nro. 3 de J. L. Dussek", realiza la grabación de dicha sonata para la Piano Society.

- 2009. "Que se escuche la voz", canción comisionada por los Premios Maya, y grabada con renombrados cantantes bolivianos.

- 2009 - 2010. "PACHA KAMAQ": su primer álbum como compositor e intérprete de música fusión New Age Andina, uno de los temas del álbum "Orico", ha sido premiado con el primer lugar en el concurso a la mejor canción Octubre 09 de Broadjam.

- 2016. '"OM SHANTI OM" Lanza su segundo álbum de World Music mántrica.